# 西園寺実尚
西園寺実尚（さいおんじ さねなお）は、江戸時代前期の公家。

## 経歴
正四位下左近衛中将まで昇ったが、万治3年（1661年）に16歳という若さで死去している。子も室もなかったので、西園寺家は叔父の公宣が相続した。

## 系譜
- 父：西園寺公満
- 母：松平康重の娘